# Tổng thống Singapore
Tổng thống Cộng hòa Singapore là nguyên thủ quốc gia của Singapore. Tổng thống thay mặt cho Singapore về đối ngoại và nắm giữ một số quyền hành pháp nhất định đối với Chính phủ Singapore, bao gồm quyền kiểm soát dự trữ quốc gia và quyền bổ nhiệm, miễn nhiệm những chức danh công chức.
Sau khi Singapore được Đế quốc Anh trao quyền tự quản hoàn toàn vào năm 1959, chức vụ Yang di-Pertuan Negara (n.đ. "Nguyên thủ") được thành lập. Chức vụ này trở thành chức vụ tổng thống Singapore sau khi Singapore trở thành nước độc lập vào năm 1965. Ban đầu tổng thống chủ yếu có vai trò nghi lễ nhưng sau đó được trao một số quyền hành pháp, bao gồm quyền phủ quyết một số dự luật, nhất là dự luật liên quan đến dự trữ quốc gia của Singapore như một cơ chế kiểm soát quyền lực, quyền bổ nhiệm, miễn nhiệm những chức danh công chức và những  quyền hạn khác được liệt kê trong Hiến pháp Singapore.
Ban đầu, tổng thống do Quốc hội bầu. Năm 1991, Quốc hội thông qua một sửa đổi hiến pháp quy định tổng thống được bầu cử trực tiếp theo phổ thông đầu phiếu. Cuộc bầu cử tổng thống trực tiếp đầu tiên được tổ chức vào năm 1993. Theo hệ thống Westminster, tổng thống Singapore là nguyên thủ quốc gia nhưng không phải là người đứng đầu chính phủ. Thủ tướng là người đứng đầu chính phủ và lãnh đạo Nội các. Quốc hội thông qua một sửa đổi hiến pháp khác vào năm 2016, quy định tổng thống phải thuộc một cộng đồng dân tộc nhất định nếu không có ai từ cộng đồng đó giữ chức tổng thống trong năm nhiệm kỳ tổng thống trước đó.

## Lịch sử
Chức vụ tổng thống Singapore được thành lập vào ngày 22 tháng 12 năm 1965, có hiệu lực hồi tố đến ngày 9 tháng 8 năm 1965, là ngày Singapore trở thành nước độc lập từ Malaysia. Chức vụ này kế thừa chức vụ Yang di-Pertuan Negara (n.đ. "Nguyên thủ") được thành lập khi Singapore được Đế quốc Anh trao quyền tự chủ hoàn toàn vào năm 1959. Yusof Ishak, Yang di-Pertuan Negara cuối cùng, trở thành tổng thống Singapore đầu tiên. Sau khi ông qua đời vào năm 1971, Benjamin Sheares được Quốc hội bầu làm người kế nhiệm và giữ chức vụ cho đến khi qua đời vào năm 1981.
Devan Nair, nghị sĩ của SMC Anson từ năm 1979, trở thành tổng thống nhưng từ chức vào năm 1985. Trong khi lý do được đưa ra là Nair từ chức để cai nghiện rượu, Nair phản bác rằng ông bị cựu Thủ tướng Ngô Tác Đống ép phải từ chức. Hoàng Kim Huy, nguyên Đại sứ Singapore tại Hàn Quốc và Nhật Bản từ năm 1980 đến năm 1984, trở thành tổng thống và giữ chức vụ cho đến năm 1993. Ông là tổng thống đầu tiên thực hiện quyền phủ quyết theo sửa đổi hiến pháp năm 1991.
Trong cuộc bầu cử phụ năm 1981, lần đầu tiên ứng cử viên của Đảng Hành động Nhân dân, lúc đó là đảng duy nhất trong Quốc hội, thất cử khi ứng cử viên Đảng Công nhân Singapore  J. B. Jeyaretnam trúng cử nghị sĩ. Thủ tướng Lý Quang Diệu lo ngại rằng trong tương lai sẽ có một "kết quả bầu cử kỳ lạ" mà Đảng Hành động Nhân dân đánh mất đa số Quốc hội và các đảng đối lập có toàn quyền sử dụng dự trữ quốc gia. Vì vậy, vào tháng 1 năm 1991, Quốc hội thông qua một sửa đổi hiến pháp để xác định lại vai trò của tổng thống.
Hiến pháp sửa đổi quy định tổng thống được bầu trực tiếp theo nguyên tắc phổ thông đầu phiếu, tuân theo các yêu cầu đủ điều kiện nghiêm ngặt. Tổng thống có quyền phủ quyết việc sử dụng dự trữ quốc gia và bổ nhiệm, miễn nhiệm các chức danh công chức. Tổng thống cũng có nhiệm vụ giám sát việc thi hành Luật An ninh nội bộ và Luật Duy trì hòa hợp tôn giáo của chính phủ và quyết định phê chuẩn việc điều tra của Cục Điều tra tham nhũng, ngay cả khi thủ tướng không đồng ý.
Vương Đỉnh Xương trúng cử tổng thống trong cuộc bầu cử tổng thống năm 1993 và giữ chức vụ đến năm 1999, trước đó ông là Phó Thủ tướng từ năm 1985. Điều khoản chuyển tiếp quy định Hoàng Kim Huy được thực hiện những quyền hạn mới như thể đã được nhân dân bầu ra. Năm 2017, ứng cử viên tổng thống Trần Thanh Mộc khởi kiện chính phủ về việc coi Hoàng Kim Huy là tổng thống dân cử đầu tiên nhưng bị Tòa cấp cao xử thua. Đơn kháng cáo của Mộc bị Tòa phúc thẩm bác bỏ.
Trần Khánh Viêm, nguyên Phó Thủ tướng từ năm 1995 đến năm 2005, trúng cử tổng thống trong cuộc bầu cử tổng thống năm 2011 sít sao giữa bốn ứng cử viên. Ông tuyên thệ nhậm chức vào ngày 1 tháng 9 năm 2011. Vương Đỉnh Xương và Trần Khánh Viêm là Phó Thủ tướng duy nhất trở thành tổng thống.
Sellapan Ramanathan, nguyên Đại sứ Singapore tại Hoa Kỳ từ năm 1990 đến năm 1996, là tổng thống thứ sáu và lớn tuổi nhất của Singapore, giữ chức vụ từ năm 1999 đến năm 2005. Ông tranh cử tổng thống mà không có đối thủ hai lần và được Ủy ban bầu cử tổng thống tuyên bố trúng cử tổng thống do là ứng cử viên duy nhất.
Năm 2016, hiến pháp được sửa đổi để quy định tổng thống phải thuộc một cộng đồng dân tộc nếu chưa có tổng thống nào thuộc cộng đồng đó trong năm nhiệm kỳ tổng thống trước.
Chủ tịch Quốc hội Halimah Yacob trúng cử tổng thống và nhậm chức vào ngày 14 tháng 9 năm 2017. Bà là ứng cử viên duy nhất đủ điều kiện theo các điều khoản của hiến pháp sửa đổi. Yacob cũng là nguyên thủ quốc gia Singapore người Mã Lai đầu tiên sau 47 năm kể từ khi Tổng thống Yusof Ishak qua đời và là nữ tổng thống đầu tiên của Singapore.
Trong cuộc bầu cử tổng thống năm 2023, Bộ trưởng cấp cao Tharman Shanmugaratnam trúng cử tổng thống sau khi nhận được 70,41% số phiếu bầu. Tháng 11 năm 2023, Quốc hội Singapore thông qua sửa đổi hiến pháp cho phép tổng thống giữ chức vụ quốc tế với tư cách cá nhân nếu phục vụ lợi ích quốc gia.

## Vai trò hiến pháp
Tổng thống là nguyên thủ quốc gia của Singapore. Ngoài ra, tổng thống còn có nhiệm vụ bảo vệ dự trữ quốc gia và tính liêm chính của ngành công vụ. Quyền hành pháp được trao cho tổng thống và được tổng thống, Nội các hoặc một bộ trưởng được Nội các ủy quyền thực hiện. Tuy nhiên, Hiến pháp quy định Nội các có "quyền lãnh đạo và kiểm soát Chính phủ". Trong hầu hết các trường hợp, tổng thống phải thực hiện quyền hạn của mình theo đề nghị của Nội các hoặc của một bộ trưởng hành động theo thẩm quyền của Nội các.
Tuy nhiên, tổng thống sở hữu một số quyền hạn tùy ý chẳng hạn như ngăn cản chính phủ sử dụng dự trữ nhà nước không được tích lũy trong nhiệm kỳ hiện tại, bổ nhiệm, miễn nhiệm những chức danh được quy định tại Điều 22 Hiến pháp Singapore như Chánh án, Tổng chưởng lý, Tổng tư lệnh Lực lượng Vũ trang và Giám đốc Cảnh sát, phê chuẩn quyết định của Cục Điều tra tham nhũng và quyết định của chính phủ theo Luật An ninh nội bộ  và Luật Duy trì hòa hợp tôn giáo.

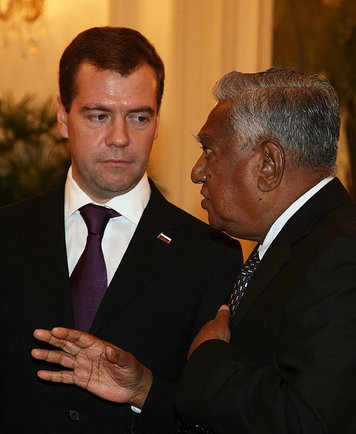
Tổng thống Nga Dmitry Medvedev nói chuyện với Tổng thống Singapore Sellapan Ramanathan trong chuyến thăm của Medvedev vào năm 2009

Là một bộ phận của cơ quan lập pháp cùng với Quốc hội, tổng thống thực hiện quyền lập pháp chung với Quốc hội thông qua việc ban hành luật được Quốc hội thông qua.
Tổng thống phải thực hiện nhiệm vụ, quyền hạn của mình theo đề nghị của Nội các, ngoại trừ trong một số trường hợp nhất định, nên không được từ chối ban hành luật mà Quốc hội đã thông qua một cách hợp lệ. Lời mở đầu của luật của Quốc hộilà: "Căn cứ đề nghị của Quốc hội Singapore, tổng thống ban hành:". Tổng thống thường khai mạc kỳ họp Quốc hội bằng một bài phát biểu do Nội các soạn thảo, nêu rõ chương trình nghị sự của chính phủ tại kỳ họp. Tổng thống cũng có thể phát biểu trước Quốc hội và gửi thông điệp tới Quốc hội.
Tổng thống Singapore được gọi là "nhà ngoại giao số 1 của Singapore". Tổng thống tiếp các đại sứ, cao ủy tại Singapore trình quốc thư và được các quan chức nước ngoài đến thăm viếng. Ngoài ra, tổng thống còn thay mặt Singapore về đối ngoại bằng cách thực hiện các chuyến công du theo đề nghị của Nội các. Tổng thống cũng là hiệu trưởng dựa chức của Đại học Quốc gia Singapore và Đại học Công nghệ Nanyang.

## Quyền hạn

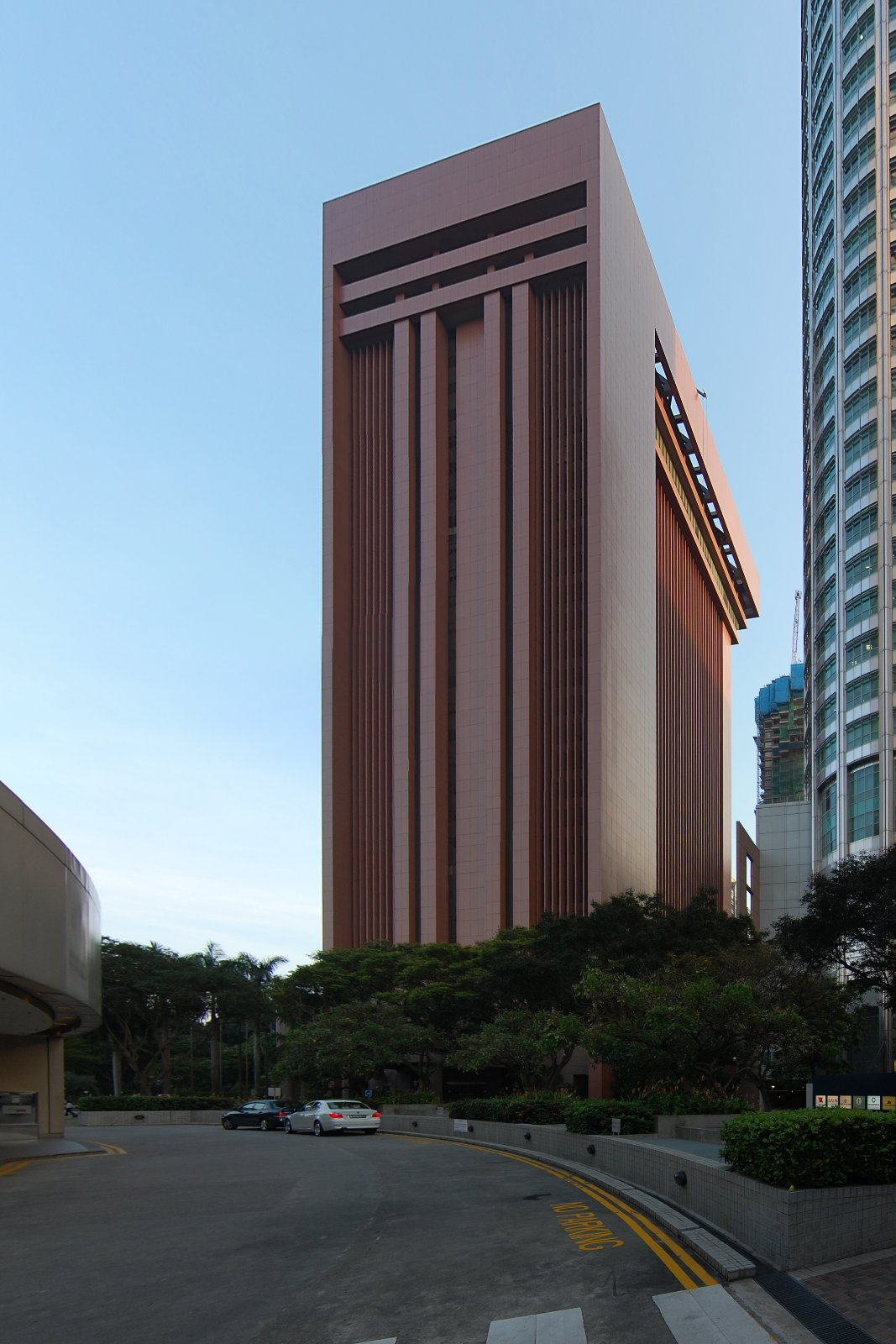
Tổng thống tùy ý thực hiện quyền phê chuẩn ngân sách hoặc giao dịch tài chính của những cơ quan nhà nước luật định và doanh nghiệp nhà nước nhất định nếu có khả năng sử dụng dự trữ trước đây. Trong hình là Cục Quản lý tiền tệ Singapore vào tháng 9 năm 2009, là một trong những cơ quan nhà nước pháp định.

Quyền hạn của tổng thống được chia thành những quyền mà tổng thống có thể tùy ý thực hiện và những quyền phải được thực hiện theo đề nghị của Nội các hoặc của một bộ trưởng dưới thẩm quyền của Nội các. Ngoài ra, tổng thống phải tham khảo ý kiến của Hội đồng cố vấn tổng thống khi thực hiện một số quyền hạn. Trong những trường hợp khác, tổng thống có thể tham khảo ý kiến của Hội đồng cố vấn tổng thống nhưng không bắt buộc phải làm như vậy.
Hiến pháp Singapore quy định tổng thống có quyền phủ quyết việc chính phủ sử dụng dự trữ nhà nước mà chính phủ không tích lũy, tức là chính phủ chỉ được cấp bảo lãnh chính phủ hoặc huy động một khoản vay nếu tổng thống đồng ý. Tổng thống cũng phê chuẩn ngân sách của những cơ quan nhà nước luật định và doanh nghiệp nhà nước nhất định nếu phải sử dụng dự trữ trước đây.
Tổng thống cũng có quyền phủ quyết một dự luật trực tiếp hoặc gián tiếp thay đổi quyền đầu tư tiền của Cục Quỹ dự trữ hưu bổng trung ương và việc vay tiền, cấp bảo lãnh chính phủ hoặc huy động khoản vay nếu tổng thống cho rằng có khả năng sử dụng các khoản dự trữ nhà nước mà chính phủ không tích lũy trong nhiệm kỳ hiện tại. Ngoài ra, tổng thống có quyền phủ quyết dự toán ngân sách nhà nước, dự toán ngân sách nhà nước bổ sung hoặc dự toán ngân sách nhà nước cuối cùng cho một năm tài chính nếu tổng thống cho rằng có khả năng sử dụng các khoản dự trữ nhà nước.
Tổng thống có quyền từ chối bổ nhiệm hoặc miễn nhiệm những chức danh quan trọng, chẳng hạn như chánh án, tổng chưởng lý, chủ tịch và các ủy viên Ủy ban Dịch vụ công, tổng tư lệnh Lực lượng Vũ trang và giám đốc Cảnh sát. Tổng thống bổ nhiệm thủ Tướng trong số nghị sĩ Quốc hội người có khả năng giành được sự tín nhiệm của Quốc hội. Tổng thống quyết định phê chuẩn yêu cầu điều tra của giám đốc Cục Điều tra tham nhũng và quyết định của chính phủ theo Luật An ninh nội bộ và Luật Duy trì hòa hợp tôn giáo.
Luật Lực lượng Vũ trang Singapore quy định tổng thống có quyền thành lập, duy trì Lực lượng vũ trang Singapore và thành lập, giải tán hoặc sáp nhập các đơn vị trong Lực lượng Vũ trang.
Năm 2009, chính phủ lần đầu tiên đề nghị Tổng thống Sellapan Ramanathan cho phép rút 4,9 tỷ đô la Singapore từ dự trữ nhà nước để đáp ứng chi tiêu ngân sách nhà nước hiện tại. Số tiền này được sử dụng để tài trợ cho Gói phục hồi của chính phủ trong thời kỳ khủng hoảng tài chính 2007-08.

## Bầu cử

### Tiêu chuẩn
Một người ứng cử tổng thống phải đáp ứng các tiêu chuẩn, điều kiện sau đây theo quy định của hiến pháp:
- Có quốc tịch Singapore.[40]
- Đủ 45 tuổi trở lên.[41]
- Đã đăng ký cử tri.[42]
- Cư trú tại Singapore vào ngày được đề cử và phải cư trú tại Singapore trong thời gian tổng cộng ít nhất mười năm trước ngày đó.[43]
- Không thuộc một trong những trường hợp không đủ điều kiện sau đây:[44]
  - bị tuyên bố là mất trí;
  - phá sản chưa được xóa nợ;
  - giữ chức vụ công;
  - đã được đề cử bầu vào Quốc hội hoặc bầu làm tổng thống hoặc đã làm đại diện bầu cử cho một người được đề cử như vậy mà không nộp bất kỳ khoản hoàn trả nào về chi phí bầu cử theo quy định của pháp luật;
  - bị kết tội (ở Singapore hoặc ở nước ngoài) và bị phạt tù ít nhất một năm hoặc phạt tiền ít nhất 10.000 đô la Singapore (hoặc số tiền tương đương bằng ngoại tệ) và chưa được ân xá. Trong trường hợp bị tòa án nước ngoài kết tội thì sẽ không bị tước quyền ứng cử trừ khi hành vi phạm tội đó cũng là hành vi mà nếu được thực hiện ở Singapore, sẽ bị tòa án Singapore kết tội;[45]
  - đã tự nguyện nhập quốc tịch hoặc thực hiện quyền công dân ở nước ngoài hoặc đã tuyên bố trung thành với một nước ngoài;[46]
  - bị tước quyền ứng cử theo bất kỳ luật nào liên quan đến các hành vi phạm tội liên quan đến bầu cử Quốc hội hoặc bầu cử tổng thống vì đã bị kết tội về hành vi phạm tội đó hoặc đã bị chứng minh là có tội về hành vi cấu thành hành vi phạm tội đó trong quá trình tố tụng liên quan đến cuộc bầu cử đó.
- Có phẩm chất chính trực và uy tín.[47]
- Không phải là thành viên của một đảng vào ngày được đề cử.[48]
- Giữ một trong những chức vụ sau đây ít nhất ba năm —
  - bộ trưởng, chánh án, chủ tịch Quốc hội, tổng chưởng lý, chủ tịch Ủy ban Dịch vụ công, tổng kiểm toán, tổng kế toán hoặc thư ký thường trực;[49]
  - tổng giám đốc điều hành của một cơ quan nhà nước luật định hoặc doanh nghiệp nhà nước quan trọng: Cục Quỹ dự trữ hưu bổng trung ương, Cục Nhà ở và Phát triển, JTC Corporation, Cục Quản lý tiền tệ Singapore, Temasek Holdings hoặc Công ty đầu tư chính phủ Singapore;[50]
  - giám đốc điều hành cấp cao nhất của một công ty được thành lập tại Singapore với mức vốn chủ sở hữu trung bình là 500 triệu đô la Singapore trong ba năm gần đây nhất và có lợi nhuận sau thuế;[51] hoặc
  - một vị trí tương đương về thâm niên và trách nhiệm trong một tổ chức hoặc bộ phận khác có quy mô hoặc mức độ phức tạp tương đương trong khu vực công hoặc khu vực tư nhân, đã cung cấp cho người đó kinh nghiệm quản lý, điều hành các vấn đề tài chính để có thể thực hiện nhiệm vụ của tổng thống.[52]

Trong những cuộc bầu cử tổng thống năm 1999, 2005 và 2017, chỉ có một ứng cử viên đủ tiêu chuẩn do sự nghiêm ngặt của các tiêu chuẩn, điều kiện này.
Tháng 11 năm 2016, Quốc hội thông qua sửa đổi quy định tổng thống phải thuộc một cộng đồng chủng tộc (người Hoa, người Mã Lai, người Ấn Độ và những nhóm thiểu số khác) nếu chưa có tổng thống nào thuộc cộng đồng đó trong năm nhiệm kỳ tổng thống trước. Ngoài ra, hiến pháp sửa đổi mở rộng danh sách các cơ quan, doanh nghiệp nhà nước mà ứng cử viên tổng thống phải đã lãnh đạo đối với khu vực công và tăng mức vốn cổ đông của công ty mà ứng cử viên tổng thống phải là giám đốc lên 500 triệu đô la đối với khu vực tư nhân. Thủ tướng Lý Hiển Long giải thích rằng mặc dù ông dự đoán điều khoản "bầu cử dành riêng" sẽ không được dư luận ủng hộ nhưng ông tin rằng đó là "điều đúng đắn cần làm".

### Quy trình bầu cử

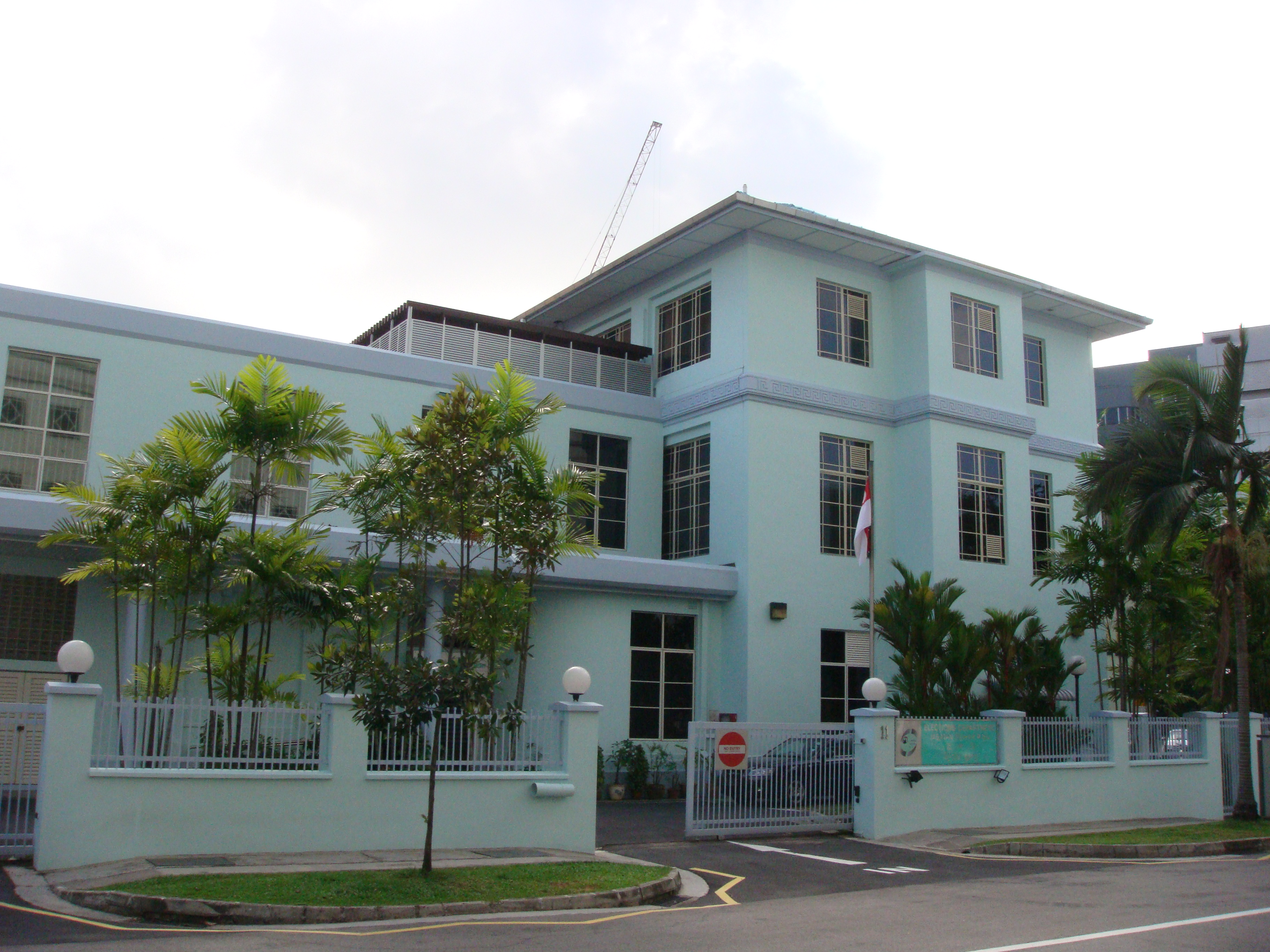
Vụ Bầu cử, có nhiệm vụ tổ chức bầu cử tại Singapore

Nhiệm kỳ của tổng thống là sáu năm kể từ ngày nhậm chức. Trong vòng ba tháng trước khi tổng thống hết nhiệm kỳ, tổng thống mới phải được bầu xong. Trong trường hợp khuyết tổng thống vì những lý do như qua đời, từ chức hoặc bị bãi nhiệm vì sai phạm hoặc bệnh thể chất thì phải tổ chức bầu cử tổng thống chậm nhất là sáu tháng.
Luật Bầu cử tổng thống quy định quy trình bầu cử tổng thống. Thủ tướng ban hành lệnh bầu cử cho quan chức bầu cử ấn định ngày và địa điểm đề cử. Người ứng cử tổng thống phải có giấy chứng nhận đủ điều kiện từ Ủy ban bầu cử tổng thống, có nhiệm vụ đảm bảo rằng những người ứng cử tổng thống có đủ tiêu chuẩn cần thiết để được đề cử làm ứng cử viên cho cuộc bầu cử. Ủy ban bầu cử tổng thống gồm chủ tịch Ủy ban Dịch vụ công, là chủ tịch Ủy ban bầu cử tổng thống, giám đốc Cơ quan Quản lý kế toán và doanh nghiệp, và một thành viên Hội đồng tổng thống về Quyền của người thiểu số.

## Nhậm chức
Tân tổng thống nhậm chức vào ngày tổng thống tiền nhiệm hết nhiệm kỳ. Trong trường hợp khuyết tổng thống thì tân tổng thống nhậm chức vào ngày sau cuộc bầu cử. Tổng thống phải tuyên thệ nhậm chức trước sự chứng kiến của chánh án hoặc một thẩm phán khác của Tòa án tối cao. Lời tuyên thệ nhậm chức như sau:
Tôi, [tên], Tổng thống Cộng hòa Singapore, xin long trọng tuyên thệ (hoặc khẳng định) rằng tôi sẽ tận lực và trung thành thực hiện nhiệm vụ của mình một cách chí công vô tư, bất kể mối quan hệ trước đây với bất kỳ đảng nào, trung thành với Singapore và bảo vệ Hiến pháp Cộng hòa Singapore.

Trong thời gian giữ chức vụ, tổng thống không được:
- kiêm nhiệm chức vụ khác do Hiến pháp quy định;
- tham gia vào hoạt động thương mại;
- giữ tư cách đảng viên của một đảng chính trị; và
- kiêm nhiệm chức vụ nghị sĩ Quốc hội.

## Kế nhiệm
Trong trường hợp tổng thống không làm việc được thì chủ tịch Hội đồng cố vấn tổng thống giữ quyền tổng thống. Nếu khuyết chủ tịch Hội đồng cố vấn tổng thống thì chủ tịch Quốc hội giữ quyền tổng thống. Nếu khuyết cả hai thì một người do Quốc hội bổ nhiệm giữ quyền tổng thống.

## Lương bổng và chế độ

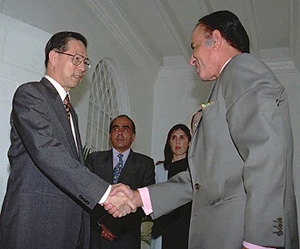
Tổng thống Singapore Vương Đỉnh Xương được Tổng thống Argentina Carlos Menem tiếp đón.

Quốc hội Singapore phải cung cấp tiền lương và các chế độ cho tổng thống. Năm 2012, lương của tổng thống là 1.568.900 đô la Singapore/năm. Ngoài ra, tổng thống được nhận trợ cấp giải trí (73.000 đô la/năm) và trợ cấp cho quyền tổng thống (4.500 đô la/năm). Tổng cộng các chế độ đãi ngộ của tổng thống là 1.646.400 đô la/năm. Mức đãi ngộ này được giảm từ 4.267.500 đô la/năm sau khi tổng thống chấp nhận các khuyến nghị của Ủy ban đánh giá lương cấp Bộ về vấn đề này.

## Danh sách tổng thống Singapore
| No. | Hình | Tên (Năm sinh – Năm mất)               | Chức vụ trước          | Nhiệm kỳ             | Nhiệm kỳ                          | Nhiệm kỳ              | Bầu cử | Kết quả            |
| No. | Hình | Tên (Năm sinh – Năm mất)               | Chức vụ trước          | Nhậm chức            | Mãn nhiệm                         | Thời gian đương nhiệm | Bầu cử | Kết quả            |
| --- | ---- | -------------------------------------- | ---------------------- | -------------------- | --------------------------------- | --------------------- | ------ | ------------------ |
| 1 |      | Yusof Ishak (1910–1970)                | Yang di-Pertuan Negara | 9 tháng 8 năm 1965   | 23 tháng 11 năm 1970              | 5 năm, 106 ngày       | –      | Được Quốc hội bầu  |
| 1 | 1967 | Yusof Ishak (1910–1970)                | Yang di-Pertuan Negara | 9 tháng 8 năm 1965   | 23 tháng 11 năm 1970              | 5 năm, 106 ngày       |        | Được Quốc hội bầu  |
| Chủ tịch Quốc hội Dương Cẩm Thành giữ quyền tổng thống 23 tháng 11 năm 1970–2 tháng 1 năm 1971               |      |                                        |                        |                      |                                   |                       |        |                    |
| 2 |      | Benjamin Sheares (1907–1981)           | Bác sĩ, học giả        | 2 tháng 1 năm 1971   | 12 tháng 5 năm 1981               | 10 năm, 130 ngày      | 1970   | Được Quốc hội bầu  |
| 2 | 1974 | Benjamin Sheares (1907–1981)           | Bác sĩ, học giả        | 2 tháng 1 năm 1971   | 12 tháng 5 năm 1981               | 10 năm, 130 ngày      |        | Được Quốc hội bầu  |
| 2 | 1978 | Benjamin Sheares (1907–1981)           | Bác sĩ, học giả        | 2 tháng 1 năm 1971   | 12 tháng 5 năm 1981               | 10 năm, 130 ngày      |        | Được Quốc hội bầu  |
| Chủ tịch Quốc hội Dương Cẩm Thành giữ quyền tổng thống 12 tháng 5 năm 1981–23 tháng 10 năm 1981              |      |                                        |                        |                      |                                   |                       |        |                    |
| 3 |      | Devan Nair (1923–2005)                 | Nghị sĩ                | 23 tháng 10 năm 1981 | 28 tháng 3 năm 1985               | 3 năm, 156 ngày       | 1981   | Được Quốc hội bầu  |
| Chánh án Hoàng Tông Nhân giữ quyền tổng thống 28 tháng 3 năm 1985–31 tháng 3 năm 1985                        |      |                                        |                        |                      |                                   |                       |        |                    |
| Chủ tịch Quốc hội Dương Cẩm Thành giữ quyền tổng thống 31 tháng 3 năm 1985–2 tháng 9 năm 1985                |      |                                        |                        |                      |                                   |                       |        |                    |
| 4 |      | Hoàng Kim Huy (1915–2005)              | Đại sứ lưu động        | 2 tháng 9 năm 1985   | 1 tháng 9 năm 1993                | 7 năm, 364 ngày       | 1985   | Được Quốc hội bầu  |
| 4 | 1989 | Hoàng Kim Huy (1915–2005)              | Đại sứ lưu động        | 2 tháng 9 năm 1985   | 1 tháng 9 năm 1993                | 7 năm, 364 ngày       |        | Được Quốc hội bầu  |
| 5 |      | Vương Đỉnh Xương (1936–2002)           | Phó Thủ tướng          | 1 tháng 9 năm 1993   | 1 tháng 9 năm 1999                | 6 năm                 | 1993   | 952,513 (58.69%)   |
| 6 |      | Sellapan Ramanathan (1924–2016)        | Đại sứ lưu động        | 1 tháng 9 năm 1999   | 1 tháng 9 năm 2011                | 12 năm                | 1999   | Không có đối thủ   |
| 6 | 2005 | Sellapan Ramanathan (1924–2016)        | Đại sứ lưu động        | 1 tháng 9 năm 1999   | 1 tháng 9 năm 2011                | 12 năm                |        | Không có đối thủ   |
| 7 |      | Trần Khánh Viêm (sinh năm 1940)        | Phó Thủ tướng          | 1 tháng 9 năm 2011   | 1 tháng 9 năm 2017                | 6 năm                 | 2011   | 745,693 (35.20%)   |
| Chủ tịch Hội đồng cố vấn tổng thống J. Y. Pillay giữ quyền tổng thống 1 tháng 9 năm 2017–14 tháng 9 năm 2017 |      |                                        |                        |                      |                                   |                       |        |                    |
| 8 |      | Halimah Yacob (sinh năm 1954)          | Chủ tịch Quốc hội      | 14 tháng 9 năm 2017  | 14 tháng 9 năm 2023               | 6 năm                 | 2017   | Không có đối thủ   |
| 9 |      | Tharman Shanmugaratnam (sinh năm 1957) | Bộ trưởng cấp cao      | 14 tháng 9 năm 2023  | Đương nhiệm (14 tháng 9 năm 2029) | 1 năm, 196 ngày       | 2023   | 1,749,261 (70.41%) |

#### Luật
- Hiến pháp Cộng hòa Singapore
- Luật Bầu cử tổng thống ("PEA")

### Tạp chí
- Lee, Yvonne C.L. (2007), "Under Lock and Key: The Evolving Role of the Elected President as a Fiscal Guardian", Singapore Journal of Legal Studies: 290–322, SSRN 1139305.
- Wan, Wai Yee (1994), "Recent Changes to the Westminster System of Government and Government Accountability", Singapore Law Review, 15: 297–332.

### Sách
- Chan, Helena H[ui-]M[eng] (1995), "The Executive", The Legal System of Singapore, Singapore: Butterworths Asia, tr. 22–29, ISBN 978-0-409-99789-7.
- Ho, Khai Leong (2003), Shared Responsibilities, Unshared Power: The Politics of Policy-making in Singapore, Singapore: Eastern Universities Press, ISBN 978-981-210-218-8.
- Low, Linda; Toh, Mun Heng (1989), The Elected Presidency as a Safeguard for Official Reserves: What is at Stake? [IPS occasional paper; no. 1], Singapore: Times Academic Press in association with the Institute of Policy Studies, ISBN 978-981-00-1014-0.
- Report of the Select Committee on the Constitution of the Republic of Singapore (Amendment No. 3) Bill (Bill No. 23/90) [Parl. 9 of 1990], Singapore: Printed for the Government of Singapore by Singapore National Printers, 1990, OCLC 212400288.
- Safeguarding Financial Assets and the Integrity of the Public Services: The Constitution of the Republic of Singapore (Amendment No. 3) Bill [Cmd. 11 of 1990], Singapore: Printed for the Government of Singapore by Singapore National Printers, 1990, OCLC 39716236.
- Tan, Kevin [Yew Lee]; Lam, Peng Er (1997), Managing Political Change in Singapore: The Elected Presidency, Singapore: Routledge, ISBN 978-0-415-15632-5.
- Tan, Kevin Y[ew] L[ee] (2009), "State and Institution Building through the Singapore Constitution 1965–2005", trong Thio, Li-ann; Tan, Kevin Y L (biên tập), Evolution of a Revolution: Forty Years of the Singapore Constitution, London; New York, N.Y.: Routledge-Cavendish, tr. 50–78 at 68–71, ISBN 978-0-415-43862-9.

### Báo chí
- Ho, Kwon Ping (ngày 7 tháng 7 năm 2011), "Soft powers of a president", The Straits Times, tr. A27.
- Wan, Wai Yee (ngày 21 tháng 7 năm 2011), "Don't politicise role of President", The Straits Times, tr. A25.
- Ho, Kwon Ping (ngày 23 tháng 7 năm 2011), "Elected presidency: Navigating uncharted waters [letter]", The Straits Times.
- Tan, Kin Lian (ngày 25 tháng 7 năm 2011), "Elected president can be voice of the people [letter]", The Straits Times, tr. A21.
- Goh, Richard (ngày 28 tháng 7 năm 2011), "Be clear about president's role [online letter]", The Straits Times.
- Gwee, Kim Leng (ngày 28 tháng 7 năm 2011), "People's voice: 'If Mr Tan wanted it his way, he should have stood in the GE' [letter]", The Straits Times, tr. A28.
- Liew, Shiau Min (ngày 28 tháng 7 năm 2011), "Hard to confine an elected president to his custodial role [letter]", The Straits Times, tr. A28.
- Ng, Ya Ken (ngày 28 tháng 7 năm 2011), "Stick to Constitution: 'State what contributions they would render in the purview, if elected' [letter]", The Straits Times, tr. A28.
- Tin, Eric (ngày 28 tháng 7 năm 2011), "Presidential hopeful's contradictions [letter]", The Straits Times, tr. A28.
- Chia, Daniel (ngày 30 tháng 7 năm 2011), "Accept EP's role or don't stand [letter]", The Straits Times, tr. A45.
- Foo, Stephanie (ngày 30 tháng 7 năm 2011), "Why a campaign promise may ring hollow [letter]", The Straits Times, tr. A45.
- Tan, Cheng Bock (ngày 1 tháng 8 năm 2011), "Why elected president must be the people's voice [letter]", The Straits Times, tr. A27.